# الفترة الزرقاء لدو دومييه سميث
«الفترة الزرقاء لدو دومييه سميث» (بالإنجليزية: De Daumier-Smith's Blue Period)‏ هي قصة قصيرة كتبها ج. د. سالينجر. نُشرت لأول مرة في مجلة ورلد ريفيو (لندن) في العدد الذي صدر في مايو عام 1952، بعد أن رفضتها مجلة النيويوركر في 14 نوفمبر 1951، إذ اعتُبر العمل قصيرًا جدًا لاستيعاب المفاهيم الدينية المعقدة التي يحاول سالينجر طرحها. وهو العمل الوحيد المعروف الذي كتبه سالينجر في عام 1951 بعد أن كافح معه لأكثر من خمسة أشهر.
كانت هذه آخر قصة لسالينجر تظهر خارج صفحات النيويوركر، وأُدرجت ضمن مجموعته القصصية تسع قصص (1953).

## ملخص القصة
تُسرد القصة من وجهة نظر الراوي جون سميث بضمير المتكلم، الذي يعيد تقييم مرحلة من حياته -باعتباره أصبح شخصًا بالغًا- عندما كان في التاسعة عشرة من عمره. وهو يهدي القصة لزوج أمّه الراحل (الخيالي). 
تدور الأحداث بعد وقت قصير من وفاة والدة سميث في عام 1939، ويعود هو وزوج والدته إلى مانهاتن قادمين من باريس، حيث أمضت الأسرة سنوات الكساد العظيم. يتشارك الاثنان السكن، لكن سميث «البغيض للغاية» وزوج والدته الأرمل «ذا العقل المنفتح» لا يتفقان، فتنشأ بينهما علاقة كتلك التي بين ألفونس وغاستون. سعيًا للهروب، يقدّم سميث على عمل كمدرب -ويتم قبوله- في أكاديمية الفنون بالمراسلة في مونتريال، "Les Amis des Vieux Maîtres" («أصدقاء الأساتذة القدامى») التي يديرها السيد يوشوتو. تبالغ سيرة سميث الذاتية في وصف مؤهلاته الفنية، ويزعم كذبًا أنه من نسل أونوريه دومييه وصديقًا حميمًا لبابلو بيكاسو. يتبنى اللقب المزهو «جان دو دومييه سميث» ويستبطن بشكل متزايد شخصيته المدبّرة.
يتضح أن "Les Amis des Vieux Maîtres" هي شقة يوشوتو الصغيرة، التي تقع في فردان، وهي منطقة متهدمة في مونتريال. السيد يوشوتو وزوجته وسميث هم «المدربون» الوحيدون في «أكاديمية» الفنون بالمراسلة. يكلّف السيد يوشوتو موظفه الجديد بمهمة مراجعة وتصحيح أعمال ثلاثة طلاب بالمراسلة، لكن الأعمال الفنية غير المتقنة لطالبين منهم تثير استياء سميث. أما عمل الطالبة الثالثة -الراهبة- الأخت إيرما، فيسرّ سميث ويثير اهتمامه. في غبطة وحماسة، يكتب رسالة تشجيع داعمة -دون أن يُطلب منه ذلك- ويرسلها للفتاة. بعد تدخّل سميث لصالح الفتاة، يمنع الدير الأخت إيرما من إجراء المزيد من الاتصالات، ما ينهي تسجيلها في الأكاديمية.
يصدم هذا المنع الشاب ويعمّق عزلته الأنانية، فيفصل حالًا طلابه الأربعة الباقين من المدرسة، مستخفًّا بأعمالهم. يكتب رسالة إلى الأخت إيرما محذّرًا إيّاها بأن موهبتها الفنية لن تتألّق أبدًا من دون تعليم مناسب، ولكنه لا يرسلها أبدًا.
في هذه الحالة المنعزلة، يخوض سميث كشفًا متعاليًا أثناء تأمّل نافذة عرض لمتجر أجهزة تقويم العظام. فجأة، يدرك الجمال الداخلي للأشياء العادية التي يشاهدها. يبدأ سميث بالانبثاق من وجوده المضطرب. يكتب ملاحظة في مذكراته، يترك فيها القرار للأخت إيرما في السعي وراء مصيرها. ويعلن أن «كل شخص راهبة» (tout le monde est une nonne). وأخيرًا يعيد تلاميذه الأربعة إلى المدرسة، ويقيم علاقة طويلة الأمد معهم.